# Aldanhochland
Das Aldanhochland (russisch Алданское нагорье, wiss. Transliteration Aldanskoe nagor'e; auch Aldanbergland genannt) bei Aldan in der Republik Sacha (Jakutien), Sibirien (Russland, Asien) ist ein bis 2306 m hohes Hochgebirge der Südsibirischen Gebirge.

## Geographische Lage
Das Aldanhochland liegt im Süden der Republik Sacha und grenzt im Süden ans Stanowoigebirge. Es wird im Norden etwa vom Fluss Aldan begrenzt, der es wie die im Westteil des Hochlands entspringende Amga teilweise durchquert. Im Hochland befindet sich etwas südlich des Aldan die Stadt Aldan und im Süden der Landschaft liegt die Stadt Tschulman. Im Westen stößt das Hochland an das Tal der Oljokma, im Südwesten, Süden und Südosten an das Stanowoigebirge, im Südosten an das Tal des Gonam, im Osten an jenes des Utschur und im Nordosten an die Einmündung des Utschur in den Aldan.

## Verkehr
Aus der Mitteljakutischen Niederung vom weit entfernt im Nordosten bei Jakutsk an der Lena liegenden Nischni Bestjach kommend führt durch das Aldanhochland überwiegend in Nord-Süd-Richtung die Fernstraße A360 von Tommot (am Aldan) durch Aldan (am Seligdar), Tschulman (am Tschulman), Serebrjany Bor (am Gorbyllach-Zufluss Olongoro) – dort etwas östlich vorbei an Nerjungri (am Tschulman) – und Berkakit (am Tschulman-Zufluss Kleinen Berkakit) zum südlich des Stanowoigebirges gelegenen Tynda (am Tynda).